# Вайн, Дежё
Дежё Антал Вайн (Бори) (венг. Wein (Bory) Dezső Antal; 19 января 1873, Будапешт — 5 июня 1944, Будапешт) — венгерский гимнаст и легкоатлет. Участник летних Олимпийских игр 1896 года.

## Биография
Дежё Вайн родился 19 января 1873 года в австро-венгерском городе Будапешт (сейчас в Венгрии).
Выступал в соревнованиях по спортивной гимнастике за будапештский ББТЕ. В 1894 году выиграл главный турнир под эгидой Венгерской гимнастической ассоциации.
В 1896 году вошёл в состав сборной Венгрии на летних Олимпийских играх в Афинах. В спортивной гимнастике выступал в опорном прыжке, упражнениях на параллельных брусьях, перекладине, кольцах и коне и во всех дисциплинах остался без медалей. В лёгкой атлетике был заявлен в прыжках в высоту, прыжках с шестом и толкании ядра, но не вышел на старт.
Пропагандировал пешие прогулки. Став председателем ББТЕ, сделал большой вклад в продвижение лыжного спорта в Венгрии.
В 1897 году получил диплом врача в Будапештской медицинской школе. Позже занимался частной медицинской практикой, работал страховым агентом.
Был автором книг, посвящённых туризму, физическому воспитанию и медицине.
Умер 5 июня 1944 года в Будапеште.

## Семья
Отец — Янош Вайн (1829—1908), венгерский горный инженер, один из проектировщиков и создателей водопроводной сети Будапешта, первый директор Будапештского водопровода.
Мать — Антония Мадерспах.
Старший брат — Мано Вайн (1860—1917), венгерский врач-хирург и преподаватель.
Старшая сестра — Маргит Вайн (1861—1948), венгерская оперная певица.